# Йоганн Бюттікофер
Йоганн Бюттікофер (Johann Büttikofer, 9 серпня 1850 — 24 червня 1927) — швейцарський орнітолог, який більшу частину свого життя жив і працював в Нідерландах музейним біологом, директором зоопарку і природоохоронцем.

## Біографія
Бюттікофер народився в окрузі Емменталь у кантоні Берн. З 1869 по 1875 роки, працював вчителем в селі Грасвіль (тепер містечко Зееберг). У 1875 році він вступив в Бернського університету і працював там також таксидермістом. У 1878 році Герман Шлегель, тоді директор Національного природничого музею, запросив Бюттікофера до Лейдена працювати його помічником за гонорар у тисячу гульденів на рік. Коли Шлегель помер у 1884 році, Бюттікофер став куратором колекції птахів.
У 1897 році він став наступником ван Беммелена на посаді директора зоопарку Блайдорп у Роттердамі. Крім того, він був співзасновником Нідерландського орнітологічного товариства, головою якого він також був між 1911 і 1924 роками. Між 1909 і 1924 роками він також був головою Нідерландської асоціації захисту птахів, заснованої в 1898 році.
У 1900 році Бюттікофер написав передмову до брошури «Загальна охорона птахів, її основа та здійснення», яку перекладено з німецької. Буклет написав Ганс фон Берлепш і надавав рекомендації щодо захисту птахів. У цій передмові Бюттікофер критикував деякі рекомендації, спрямовані на знищення деяких птахів, що вважаються шкідливими, наприклад хатнього горобця.
У 1895 році здобув ступінь почесного доктора Бернського університету. У 1924 році у віці 74 років він повернувся до Швейцарії, де помер у Берні у 1927 році.

## Наукові експедиції
Узимку 1879 року Шлегель відправив Бюттікофера у наукову експедицію до Ліберії. У той час подорож до вологих тропіків була для європейців ризикованим заняттям. Однак здійснювати далекі подорожі було його дитячою мрією. Бюттікофер повернувся до Європи навесні 1882 року, виснажений і хворий; його супутник не пережив цієї подорожі. Бюттікофер спочатку поїхав до Швейцарії, щоб відновитися, а восени відновив свою роботу в Лейдені. У листопаді 1886 року він вирушив у чергову експедицію до Ліберії. Він став першим західним ученим, який зібрав повні зразки карликового бегемота.
Наприкінці травня 1887 року Бюттікофер повернувся до Лейдена. З середини листопада 1893 року по липень 1894 року він вирушив у ще одну експедицію, цього разу до внутрішніх районів Борнео у складі групи вчених, включаючи лікаря й етнографа Антона Віллема Ньювенгейса та геолога й біолога Густава Моленграфа.
Büttikofer описав загалом понад 30 видів та підвидів птахів, з яких 12 визнані видами станом на 2023 рік: :
- Pericrocotus lansbergei Büttikofer, 1886 — Личинкоїд флореський
- Ficedula riedeli (Büttikofer, 1886) — Мухоловка танімбарська
- Plocepasser rufoscapulatus Büttikofer, 1888 — Магалі міомбовий
- Jubula lettii (Büttikofer, 1889) — Сова-рогань африканська
- Lophoceros alboterminatus Büttikofer, 1889 — Токо бурий
- Rhipidura teysmanni Büttikofer, 1892 — Віялохвістка целебеська
- Locustella castanea (Büttikofer, 1893) — Куцокрил каштановий
- Trichoglossus weberi (Büttikofer, 1894) — Лорікет флореський
- Terpsiphone floris Büttikofer, 1894
- Corvus florensis Büttikofer, 1894 — Ворона флореська
- Dicaeum annae (Büttikofer, 1894) — Квіткоїд золотогузий
- Malacopteron palawanense Büttikofer, 1895 — Тимелія палаванська

Як данина поваги вченому ім'я Бюттікофера увічнено в наукових назвах кількох видів птахів Cincloramphus bivittatus (до 2018 року називалася Buettikoferella), Pellorneum buettikoferi (баблер суматранський) і Cinnyris buettikoferi (маріка сумбейська).